# 黄头
黄头，一名世雄，元朝官员，唐兀氏，后迁居濮州鄄城。
黄头祖父琏赤，山东道宣慰司副都元帅。父亲阿荣，袭职，官至汀州总管、同知邵武路事，有惠政，转任德庆路总管、阶怀远大将军，去世。黄头是阿荣的长子。黄头以世职让给弟弟山住。始任浙西元帅府掾，升任为兴国路大冶县达鲁花赤，调安丰路怀远县，兼领蒙城县。镇南王脱欢出征安南，道过其境，为他供馆舍帐幕，事备而不扰民，脱欢解下所御衣服弓矢以赐。擢升为嘉兴等处运粮千户，佩金符，在职八年，改任温台等处运粮千户。延祐元年（1314年），擢海道都漕运万户府副万户，亲运米二百七十万至京师。升任为海道都漕运万户，佩双珠虎符，阶武德将军。前后九次渡海，对海运之事无不周知。海运其中的问题，比如贷款供修船、严格行期、失物连坐、避免改道、方便付费、禁止官掠回船、方便船工登岸饮食等方面，无不有序。这些办法被后人遵用，成为定例。其子保童，崇仁县达鲁花赤，以转输至集庆海洋，海船人有认识他的说他是万户公子。